# فرودگاه گوئررو نگرو
فرودگاه گوئررو نگرو (به انگلیسی: Guerrero Negro Airport) یک فرودگاه همگانی مسافربری با کد یاتا GUB است که یک باند فرود آسفالت دارد و طول باند آن ۲۱۹۹ متر است. این فرودگاه در کشور مکزیک قرار دارد و در ارتفاع ۱۸ متری از سطح دریا واقع شده است.

## شرکت‌های هواپیمایی و مقصدهای پروازی
| شرکت‌های هواپیمایی       | مقصدهای پروازی                                                                          |
| ----------------------- | --------------------------------------------------------------------------------------- |
| Aéreo Servicio Guerrero | انسنادا، ژنرال خوزه ماریا یانز، ژنرال ایگناسیو پسکویرا گارسیا، ایسلا د سدروس، پالو ورده |
| Calafia Airlines        | سیوداد اوبرگون، ژنرال خوزه ماریا یانز، ژنرال ایگناسیو پسکویرا گارسیا، ایسلا د سدروس     |